# Resolutie 909 Veiligheidsraad Verenigde Naties
Resolutie 909 van de Veiligheidsraad van de Verenigde Naties werd op 5 april 1994 aangenomen met unanimiteit van stemmen. De resolutie verlengde de UNAMIR-vredesmacht in Rwanda met drie maanden.

## Achtergrond
Al tijdens het Belgische koloniale tijdperk was er geweld tussen de Hutu- en de Tutsi-bevolkingsgroepen in Rwanda. Desondanks bleef die laatste, die in de minderheid was, de macht uitdragen. Na de onafhankelijkheid bleef het etnische conflict aanslepen tot in 1978 de Hutu's aan de macht verkozen werden. Tijdens deze rustige periode mochten Tutsi-vluchtelingen niet naar Rwanda terugkeren en in de jaren 1980 kwam het opnieuw tot geweld. In 1990 vielen Tutsi-milities van het FPR met Oegandese steun Rwanda binnen. Met westerse steun werden zij echter verdreven. Toch werden er vervolgens vredesgesprekken opgestart.

## Inhoud
De Veiligheidsraad:
- bevestigt de resoluties 872 en 893;
- herinnert aan de resoluties 812, 846 en 891;
- herinnert ook aan de verklaring van 17 februari;
- overwoog het rapport van secretaris-generaal Boutros Boutros-Ghali;
- verwelkomt de bijdrage van UNAMIR aan vrede in Rwanda;
- is diep bezorgd om de vertraging bij de oprichting van de overgangsregering en de nationale overgangsassemblee;
- benadrukt dat de inzet van een tweede bataljon werd geautoriseerd en de internationale gemeenschap dus haar steen heeft bijgedragen om omstandigheden te creëren waarin het (vredes)akkoord kan worden uitgevoerd;
- bedenkt dat de niet-oprichting van tijdelijke instellingen de uitvoering van het akkoord belemmeren;
- is bezorgd om de achteruitgang in vooral Kigali;
- is ook bezorgd om de achteruitgang van de humanitaire en gezondheidssituatie;

1. verwelkomt het rapport;
2. besluit om het mandaat van UNAMIR te verlengen tot 29 juli, maar zal de situatie in Rwanda en de rol van de VN binnen de zes weken herzien als niet voldoende vooruitgang wordt geboekt;
3. betreurt de vertraging;
4. verwelkomt het feit dat het staakt-het-vuren wel werd gerespecteerd;
5. desondanks hangt verdere steun aan UNAMIR, waaronder 45 bijkomende politiewaarnemers, af van de uitvoering van het vredesakkoord;
6. verwelkomt de inspanningen om tot een dialoog te komen;
7. looft de lidstaten, VN-agentschappen en NGO's voor hun humanitaire en andere hulp en vraagt hen die voort te zetten en vermeerderen;
8. looft speciaal de Organisatie van Afrikaanse Eenheid en Tanzania voor de diplomatieke, humanitaire en andere steun;
9. vraagt de secretaris-generaal opnieuw om de omvang en kosten van UNAMIR te blijven opvolgen en besparingen te zoeken;
10. besluit om actief op de hoogte te blijven.

## Verwante resoluties
- Resolutie 891 Veiligheidsraad Verenigde Naties (1993)
- Resolutie 893 Veiligheidsraad Verenigde Naties
- Resolutie 912 Veiligheidsraad Verenigde Naties
- Resolutie 918 Veiligheidsraad Verenigde Naties

Lijst ·  893 ·  894 ·  895 ·  896 ·  897 ·  898 ·  899 ·  900 ·  901 ·  902 ·  903 ·  904 ·  905 ·  906 ·  907 ·  908 ·  909 ·  910 ·  911 ·  912 ·  913 ·  914 ·  915 ·  916 ·  917 ·  918 ·  919 ·  920 ·  921 ·  922 ·  923 ·  924 ·  925 ·  926 ·  927 ·  928 ·  929 ·  930 ·  931 ·  932 ·  933 ·  934 ·  935 ·  936 ·  937 ·  938 ·  939 ·  940 ·  941 ·  942 ·  943 ·  944 ·  945 ·  946 ·  947 ·  948 ·  949 ·  950 ·  951 ·  952 ·  953 ·  954 ·  955 ·  956 ·  957 ·  958 ·  959 ·  960 ·  961 ·  962 ·  963 ·  964 ·  965 ·  966 ·  967 ·  968 ·  969